# Oebisfelde
Oebisfelde är en ortsteil i staden Oebisfelde-Weferlingen i Landkreis Börde i förbundslandet Sachsen-Anhalt i Tyskland. Oebisfelde var en stad fram till den 1 januari 2010 när den uppgick i Oebisfelde-Weferlingen. Staden Oebisfelde hade 7 142 invånare 2009.